# ノリクム

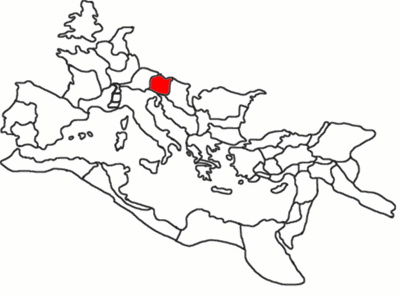
ノリクム属州の位置（120年頃のローマ帝国）

ノリクム（Noricum）は、古代の歴史的地名で、現代のオーストリアとスロベニアの領域に位置したケルト人の王国、またはその後に成立したローマ帝国の属州である。ノリクム属州は、北はドナウ川に隣接し、西はラエティア属州とウィンデリキ（en:Vindelicia）、東はパンノニア属州、南はパンノニア属州・イタリア属州およびダルマティア属州に接した。その領域は、現在のオーストリアのシュタイアーマルク州、ケルンテン州、ザルツブルク州、ニーダーエスターライヒ州の西側、およびドイツのバイエルン州とほぼ重なる。
当初はパンノニア人（イリュリア人に近い民族）が住んでいたようだが、ガリア人の大移動の後は様々なケルト人部族に支配されるようになった。その中でも、ノーレイア（en:Noreia）に首都をおくタウリスキ族（Taurisci）は特に力を持っており、古代ローマの人々からはノリキ（Norici）と呼ばれていたと思われる。住人の気質は勇敢で好戦的だった。
ノリクムの国土は山が多くて土壌は貧しく、農耕よりも牧畜が盛んだった。一方で、ノリクム鋼として知られる鉄鉱石を多く産出し、パンノニア・モエシア・北イタリアなどに出荷して、ローマの武具の材料として広く使われた（"Noricus ensis"、ホラティウス、Odes, i. 16. o）。また、金と塩もかなりの量が産出した。サリウンシア（saliunca）と呼ばれる植物が多く育ち、それは香水として用いられた（プリニウス『博物誌』xxi. 20.43）。ローマ人が進出した後は、沼地を干拓し木を切り拓いて、土地を開墾したと思われる。
ノリクムはケルト人など北部民族にとっての前哨地点であり、彼らがイタリアに侵攻するときに足がかりとする拠点だった。ケルト人侵入の第一報は、いつもノリクムからもたらされた。ノレイアから40km足らずのハルシュタットにある墓地遺跡などの考古学調査によると、文書が残るようになる何世紀も前の時代、この地には活発な文明が存在したことが示されている。ハルシュタットの墓地遺跡にからは、青銅器時代に始まり鉄器時代に至るまでの各時代に応じた武器や装飾品が出土した。リッジウェイは、ホメロスの物語に登場するアカエア人はノリクム周辺を発祥とする理論を唱え、確かな裏づけを示した。
ノリクム語は大陸ケルト語の一種だった。しかし、この言語の使用例は二片の断片的な記録が見つかっているだけであり、言語の本質的な事柄はわかっていない 、 。

## ローマによる統治
紀元前の長い間、ノリクムは自らの君主を擁いた独立国で、ローマとは通商が盛んであった。紀元前106年から紀元前48年のカエサルとポンペイウスとの内戦において、ノリクムは紀元前48年にカエサルに味方した。
紀元前16年、パンノニアと共にローマ帝国のイストリアを侵略したが、イリュリクム属州のプロコンスルであるプブリウス・シリウスに敗れた。この敗戦によってノリクムはローマ帝国に併合され、ノリクム属州と呼ばれるようになった。ただし、公式には属州とする手続きがまだ執られてはおらず、皇帝の属吏（procurator）が管理するものの、ノリクム・レグヌムの称号の君主を擁く君主国ではあった。西暦40年頃、ローマ皇帝カリグラによって、君主国ノリクムは完全にローマ帝国の属州に完全に併合された。ローマ皇帝アントニヌス・ピウスになって、ローマ第2軍団ピア（後にはイタリカと呼ばれる）がノリクムに置かれ、その司令官がこの地を統括するようになった。
ローマ皇帝ディオクレティアヌス（245年-313年）の時代に、ノリクムは分割され、北部のドナウ川沿いがノリクム・リペンセ（Noricum ripense）とされ、南部の山地側がノリクム・メディタラニアン（Noricum mediterranean）とされた。両方の地域が1人のプラエセス（praeses）に支配され、イタリア統治領（prefecture）のイリュリア教区に属した。
代表的な都市やローマ植民地：
- ウィルナム　（Virunum、現クラーゲンフルトの近くのマリアザール）
- オヴィラワ　（Ovilava、現ヴェルス）
- セレイア　（Celeia、現ツェリェ）
- ユヴァウム　（Juvavum、現ザルツブルク）
- ローリアクム　（Lauriacum、現エンス川河口にあるロルヒ）

## 参考資料
- この記事にはアメリカ合衆国内で著作権が消滅した次の百科事典本文を含む: Chisholm, Hugh, ed. (1911). "Noricum". Encyclopædia Britannica (英語). Vol. 19 (11th ed.). Cambridge University Press. p. 748.